# Буггенгаген
Буггенгаген (нім. Buggenhagen) — громада в Німеччині, розташована в землі Мекленбург-Передня Померанія. Входить до складу району Передня Померанія-Грайфсвальд. Складова частина об'єднання громад Ам-Пенестром.
Площа — 27,03 км2. Населення становить 210 ос. (станом на 31 грудня 2020).

## Галерея

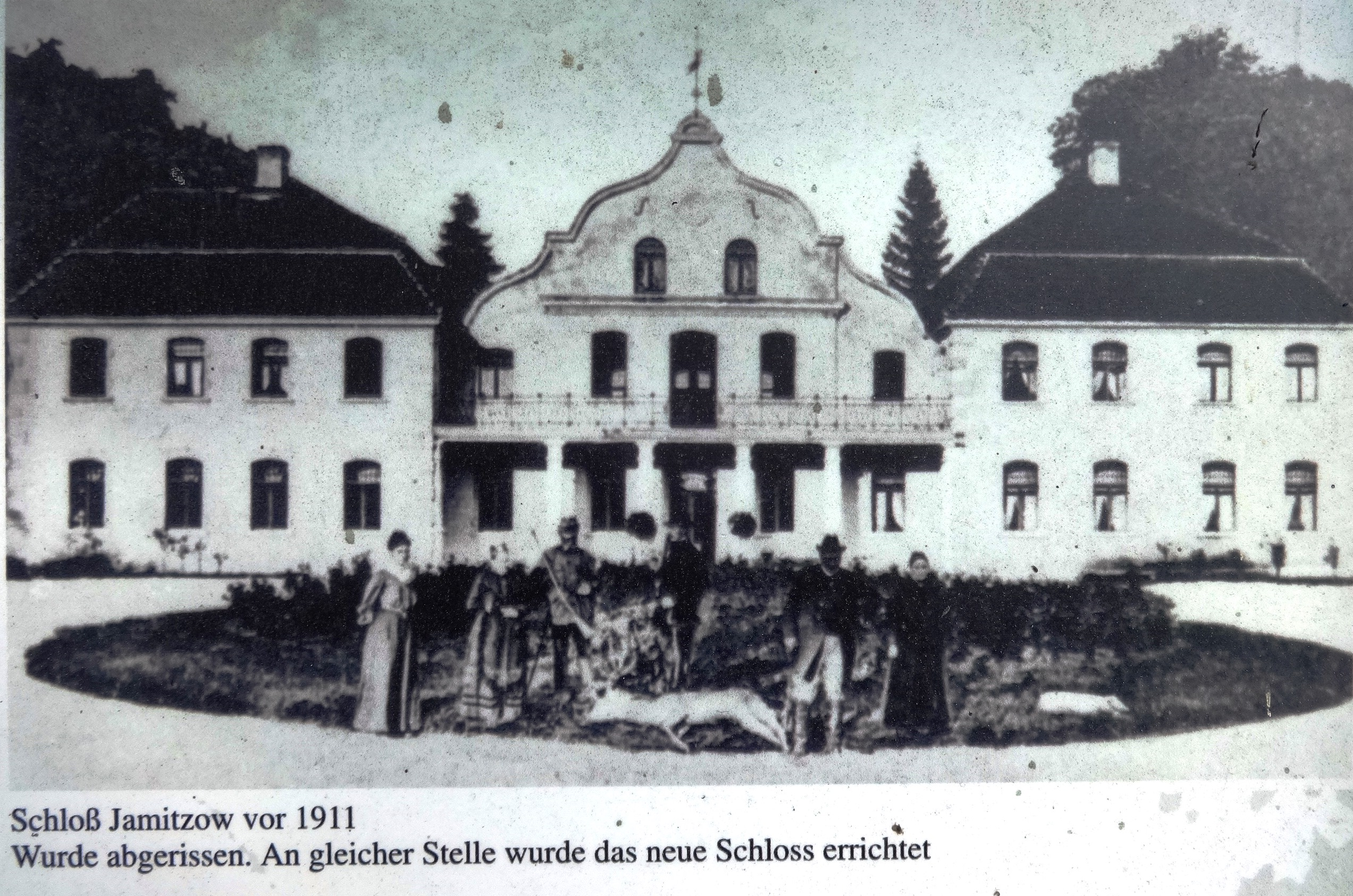
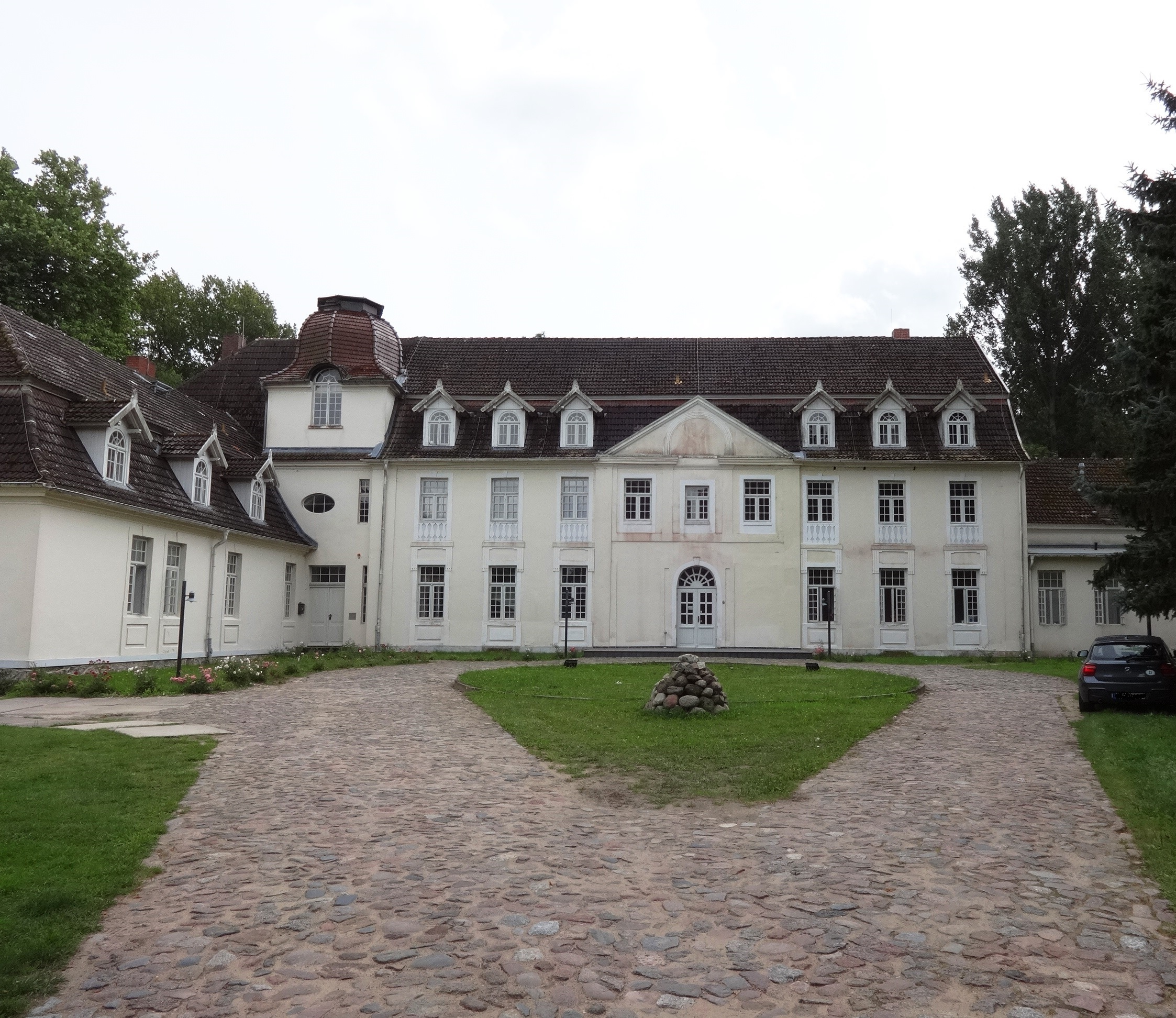
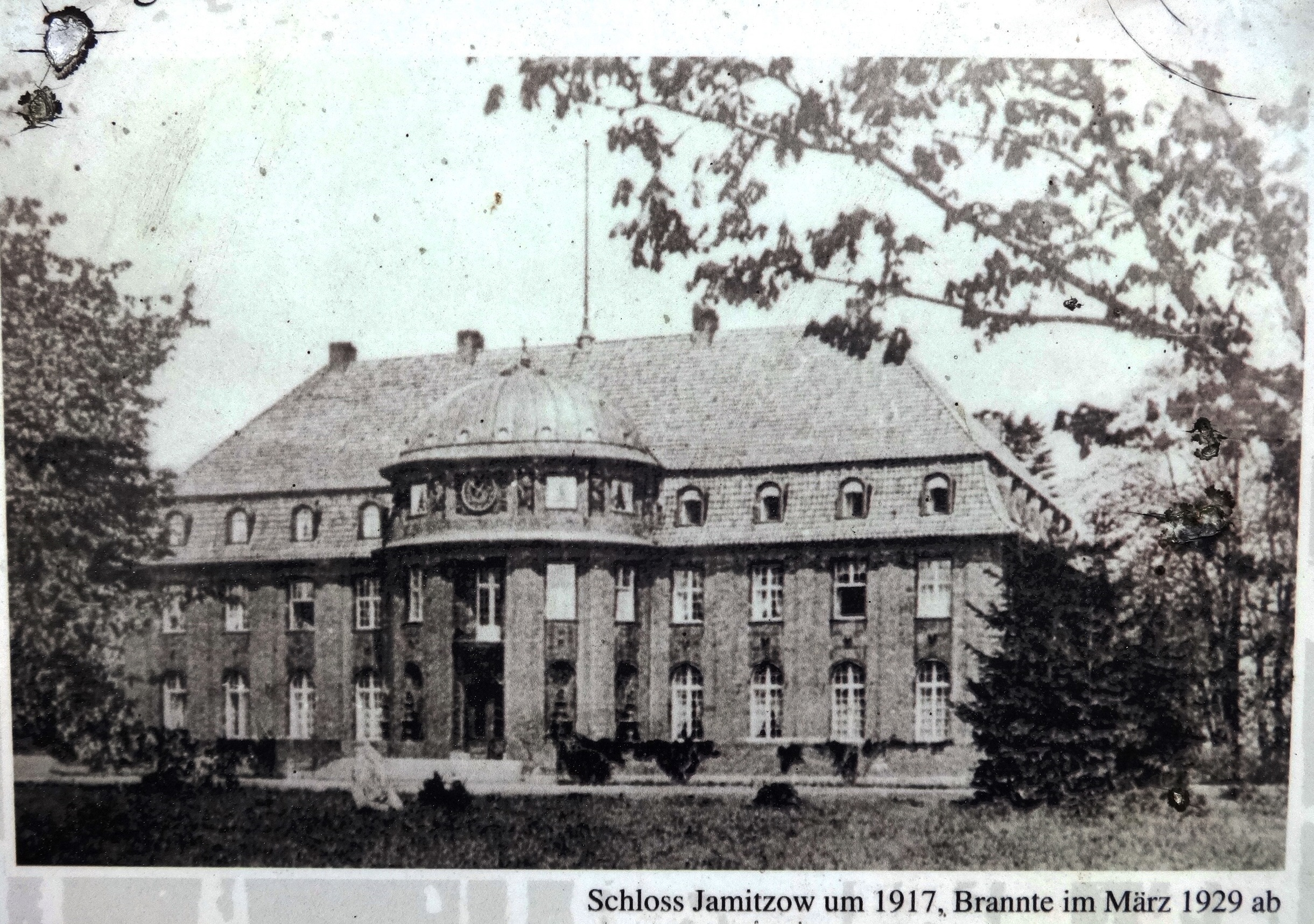
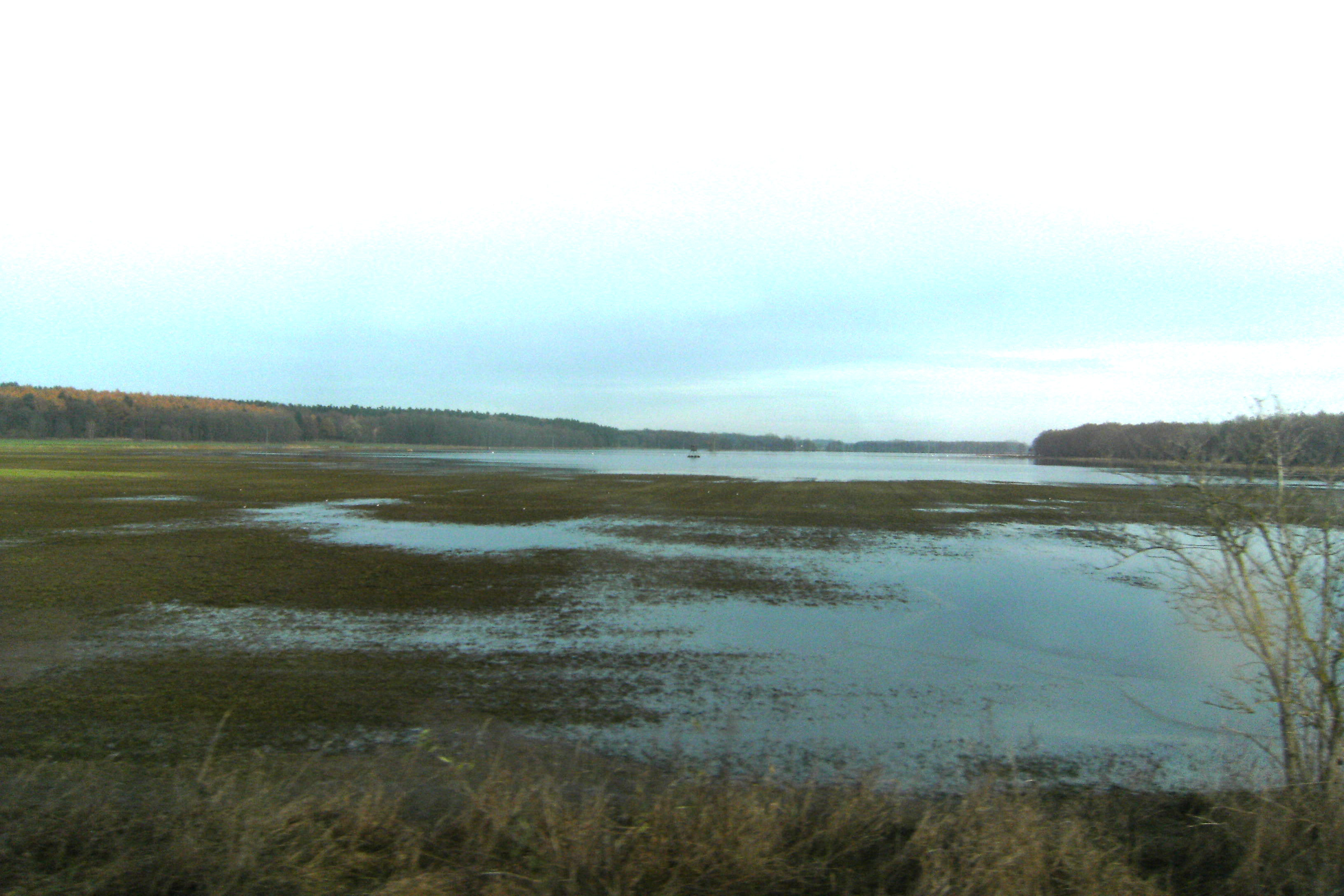
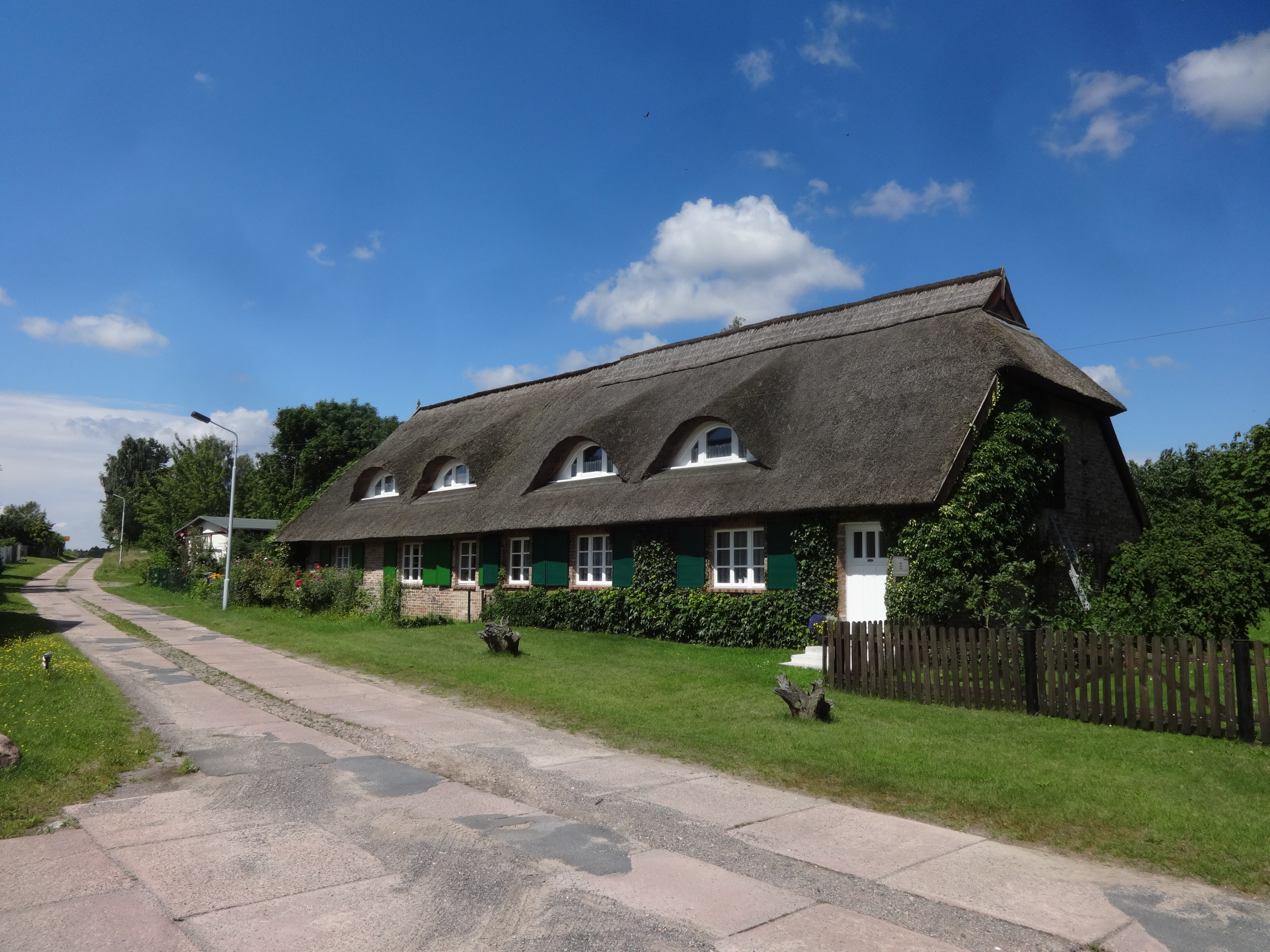